# Woyenne Indian Reserve 27
Woyenne Indian Reserve 27 är ett reservat i Kanada.   Det ligger i provinsen British Columbia, i den centrala delen av landet, 3 600 km väster om huvudstaden Ottawa. Woyenne Indian Reserve 27 ligger vid sjön Decker Lake.
I omgivningarna runt Woyenne Indian Reserve 27 växer i huvudsak barrskog. Trakten runt Woyenne Indian Reserve 27 är nära nog obefolkad, med mindre än två invånare per kvadratkilometer.